# Центральный стадион Республики Бурятия
Центра́льный стадио́н Респу́блики Буря́тия — главная спортивная арена Бурятии.
Расположен в центре города Улан-Удэ на набережной реки Селенги по адресу ул. Кирова, 1. Стадион оснащён современным оборудованием и способен вмещать 10 000 зрителей, футбольное поле имеет искусственное покрытие Duraspine Ultra 60 последнего поколения.
Является самым большим спортивным объектом в Республике Бурятия. Здесь проводит свои домашние матчи футбольная команда «Бурятия» (Улан-Удэ). Легкоатлетическое ядро с синтетическими беговыми дорожками «Эластур» позволяет проводить соревнования международного уровня. Центр пулевой стрельбы является третьим крупным тиром в Сибири и на Дальнем Востоке.
Сейчас[когда?]

 в здании стадиона располагаются:
1. Центр стрелковой подготовки — три тира на дистанции 10, 25 и 50 метров
2. Тренажерный зал «Атлет» — площадь зала 250 м²
3. Футбольное поле, зимой превращается в каток
4. Рядом со стадионом располагается хоккейная коробка, поле для мини-футбола, городок для занятий воркаут и сдачи норм ГТО.
5. Администрация Дирекции спортивных сооружений г. Улан-Удэ

## Строительство
Решение о строительстве Центрального стадиона Республики Бурятия было принято в 2007 году после объявления о сносе стадиона им. 25-летия Бурятской АССР и строительства на его месте физкультурно-спортивного комплекса (ФСК). В качестве возмещения снесённого стадиона власти решили построить ещё один объект, на этот раз «с нуля». Местом для возведения нового стадиона была выбрана набережная реки Селенги. Строительство велось в рамках федеральной целевой программы «Экономическое и социальное развитие Дальнего Востока и Забайкалья на период до 2013 года». На возведение объекта из федерального бюджета было выделено 450 млн рублей, а из республиканского — 263,13 млн руб. В итоге, новый стадион обошёлся в 713,13 миллионов рублей.

## Открытие

### Официальная часть
Торжественное открытие нового стадиона состоялось 29 июня 2011 года и было приурочено к празднованию 350-летия вхождения Бурятии в состав Российского государства.

### Первый матч
Первый официальный матч состоялся сразу после официальной части открытия. В рамках 1/8 финала Кубка России среди команд ЛФК местная футбольная команда «Бурятия» одержала победу над иркутской командой «Зенит-Радиан» со счётом 3:1.